# Louisiana IceGators (SPHL)
Louisiana IceGators byl profesionální americký klub ledního hokeje, který sídlil v Lafayette ve státě Louisiana. V letech 2009–2016 působil v profesionální soutěži Southern Professional Hockey League. IceGators ve své poslední sezóně v SPHL skončily ve čtvrtfinále play-off. Své domácí zápasy odehrával v hale Cajundome s kapacitou 11 433 diváků. Klubové barvy byly zelená, zlatá, černá a bílá.

## Přehled ligové účasti
Zdroj: 
- 2009–2016: Southern Professional Hockey League